# 上灘村 (兵庫県)
上灘村（かみなだむら）は、兵庫県津名郡にあった村。現在の洲本市の南端、紀伊水道の沿岸（相川組、中津川組、畑田組）にあたる。

## 地理
- 海洋：紀伊水道
- 河川：相川

## 歴史

### 村名の由来
諭鶴羽山地が紀伊水道に迫っている地域を「灘」と呼び、そのうち畑田村（現・畑田組）以東を「上方の灘」と呼んだことから。

### 沿革
- 1877年（明治10年） - 近世以来の畑田村・中津川村・相川村が合併して上灘村となる。
- 1889年（明治22年）4月1日 - 町村制の施行により、上灘村が単独で自治体を形成。
- 1947年（昭和22年）1月20日 - 洲本市に編入。同日上灘村廃止。